# 大塚豊美
大塚 豊美（おおつか とよみ 1893年-1978年）は、日本の医学博士、歯科医師、教育者。配偶者の須磨は星野元治の五女。
1893年、群馬県勢多郡黒保根村（現・桐生市）に生まれる。1913年、東京歯科医学専門学校（現東京歯科大学）を卒業。はじめ静岡県で歯科医師として活動を開始し、後に山梨県に移り山梨県歯科医師会長に就任した。その後ドイツに留学し、クルップ社の開発した歯科金属材料技術、ウイプラ（Wipla）床圧印を同社とのライセンス契約に基づいて日本に導入した。1929年には日本歯研工業株式会社の前身である大日本歯科技術研究所を東京都品川区大崎本町（現品川区西五反田）に開設。1972年には東京歯科大学の協力の下に歯科技工士養成のため東京歯科技工専門学校を開校。存命中には白金合金などの新たな技術を数多く開発し、日本の歯科医療の発展に貢献した。
1954年12月17日　医学博士（東京大学）　論文の題は　「乳歯の実驗的根端性歯牙支持組織炎が永久歯々芽に及ぼす影響に関する知見補遺 」。
また国際歯科学士会日本部会の再認証に山内竜太郎、中原實、松宮誠一、永井一夫、田高善七、佐藤文悟、佐藤運雄、河邊清治、原田良種、福島秀策、飯塚喜四郎、大井清、木所正直、新国俊彦、鹿島俊雄、青木清雄、橋本猛ら17名とともに関わった。